# Maerua macrantha
Maerua macrantha är en kaprisväxtart som beskrevs av Ernest Friedrich Gilg. Maerua macrantha ingår i släktet Maerua och familjen kaprisväxter. Inga underarter finns listade i Catalogue of Life.